# 칼리드 (가수)
칼리드(Khalid, 1998년 2월 11일 ~ )는 미국의 싱어송라이터이다. BBC 사운드 오브 2018 리스트에 노미네이트되었다. 데뷔 싱글 "Location"은 빌보드 핫 100 16위를 했다.

## 음반 목록
- American Teen (2017)
- Free Spirit(2019)